# Mamates basuti
Mamates basuti är en insektsart som beskrevs av Pieter D. Theron 1986. Mamates basuti ingår i släktet Mamates och familjen dvärgstritar. Inga underarter finns listade i Catalogue of Life.